# 中山樓 (臺北市)
陽明山中山樓是位於中華民國臺北市陽明山的多功能會議設施，1965年10月動工、1966年11月12日竣工啟用，由修澤蘭設計，佔地約18,000平方公尺，中式宮殿建築的外型為主要特色；樓高三層，內部設有可容納1,800人的會議廳（中華文化堂）、與可容納1,500人的餐廳各一座。目前由國立臺灣圖書館轄下的「陽明山中山樓管理所」負責管理。中華民國總統及副總統在1996年改由公民直選之前，皆由國民大會代表選出，而中山樓正是國民大會遷臺後的主要開會場所，至2005年國民大會終止運作；因此中山樓除歷經多次總統選舉，也是中華民國憲法歷次增修的會議所在地。中山樓建築亦常為新臺幣鈔券、郵票的主題圖像，為現版新臺幣壹百元紙鈔背面的代表圖像。

中山樓在設立之前，其周邊陸續由「革命實踐研究院」、「國防研究院」進駐，以及之後的「國防部青邨幹訓班」，並興建介壽堂、講堂、宿舍等設施，與中山樓及周邊地形呈現特殊景觀，並具歷史意義，周邊建築群在2013年11月20日被台北市政府公告為「中山樓周邊園區文化景觀」。

新台幣壹佰圓紙鈔背面的中山樓

## 歷史

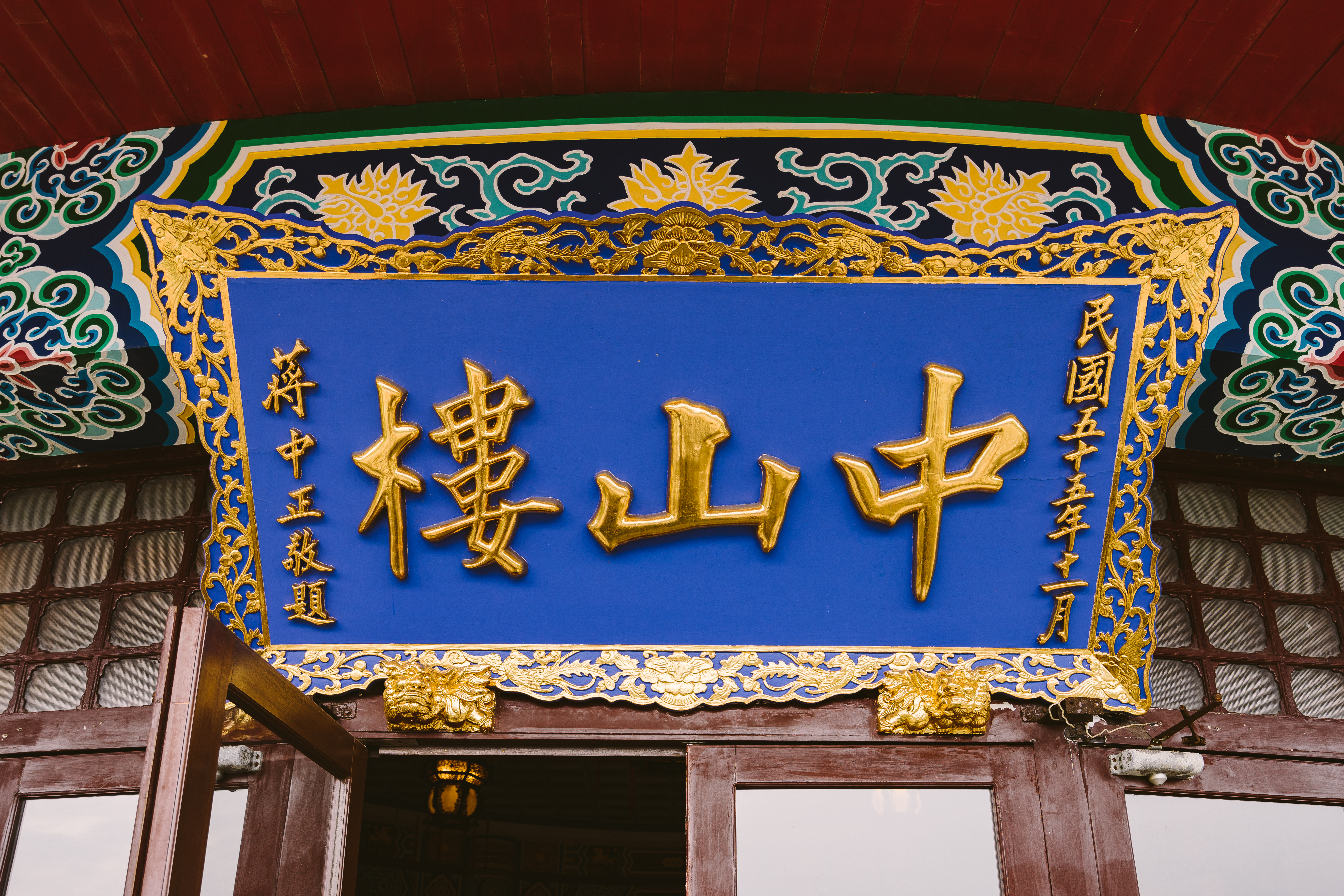
由蔣中正題寫的中山樓匾額

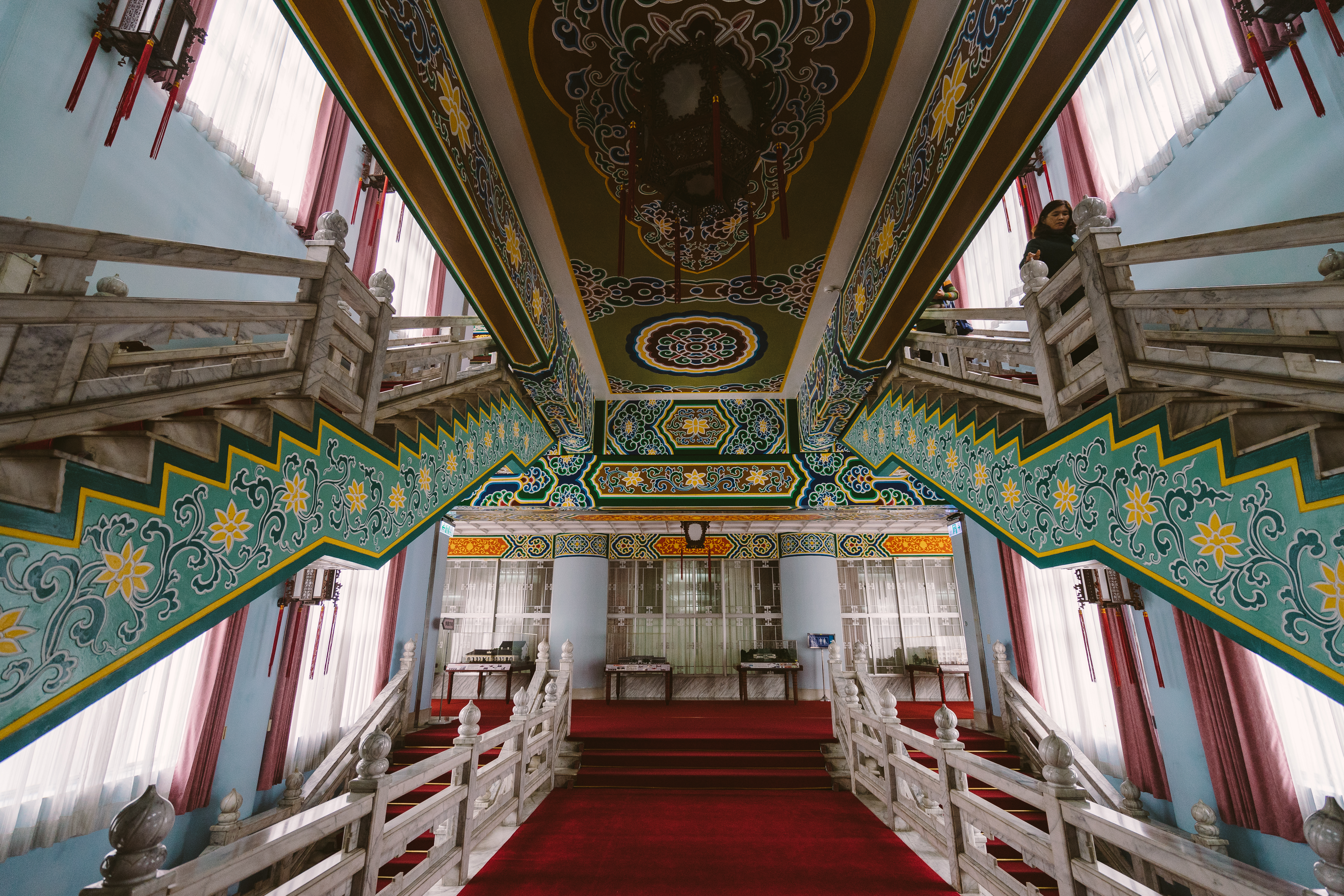
2016年的陽明山中山樓內飾

中華民國政府遷台後的1949年，國防研究院將領計畫合贈一棟住宅予兼任國防研究院院長的總統蔣中正祝壽，取名為「嵩壽樓」，並邀請修澤蘭建築師設計。蔣中正在看過設計圖後，將其改為能容納800人開會的建築，並定名「中山樓」，之後再要求改為能容納1,200人的空間。然而由於興建經費龐大，所需1,500萬元，因此計畫暫時擱置。
1965年適逢國父孫中山先生百年誕辰，而時任總統蔣中正為紀念此事，並同時發揚中華文化，期使中華民國政府在正式集會、慶典、接待國賓時，有適合之場地，並讓國際人士領略中華文化之精粹，因此再次召見修澤蘭討論中山樓興建之事，之後在1965年10月動工，由榮民工程處承包，1966年11月完工，在同月12日（國父誕辰紀念日）由蔣中正主持落成典禮。中正堂落成後在1966年11月13日至16日對外開放，估計約有10萬人次參訪。
中正堂的興建經費原規劃為8,000多萬元，後來為顧及國家財政負擔，在1965年5月8日核定為3,467萬元，由國庫支出，連接中山樓的道路及柏油路工程則是240萬元。在後續因設計變更等因素，總工程費增加至7,426萬元。
自1972年2月21日，國民大會召開地點改在中山樓中華文化堂，同年3月22日由第一屆國民大會第五次會議選舉出中華民國第五任正副總統，直到在1990年3月21日在此選出第八任正副總統。
多次的國宴、接待僑胞、退輔會輔導會議、1967年世界反共聯盟第一屆大會、1969年亞洲國會議會聯合會、1984年中美工商聯合會議惜別晚宴、1987年亞太影展開幕典禮等活動都在中山樓舉行。

## 特色

### 建築特色
中山樓是全世界迄今唯一一棟蓋於硫磺口的建物，硫磺口是日治時代的草山溫泉湧泉地，位於大會議廳之講台西側，早年供應附近溫泉旅館使用，為減低地熱，則以十數根圓管鑽入講台下方，使地熱沿管線噴出。
中山樓正面朝向紗帽山，並與牌樓、同為修澤蘭設計的「圓講堂」、「國防研究院圖書館」（國建館）連成一線，而兩側分別有百壽橋、香山橋。中山樓的牌樓北側刻有「天下為公」，南側刻有「大道之行」，牌樓下方噴水池的古龍浮雕為楊英風設計。
中山樓全樓以中國宮殿建築式樣為本，依山勢而建，以綠色玻璃瓦覆頂，搭配紅簷、白牆，建築主體之屋頂採單檐歇山頂。由於此為紀念中華民國國父孫中山百歲誕辰之建築，因此在設計與裝飾上融合許多吉祥元素，如：壽字台階、百壽橋、福字燈座、蝙蝠方格門等。建築照明部分，有多達48種造型各異之宮燈遍布內外。室內布置則有歐豪年、高逸鴻、黃君璧、江兆申、王壯為、季康之書畫作品。
中山樓的興建基地後方倚靠七星山，兩側各有一條溫泉溪──松溪、磺溪，其地基為堅硬的火成岩、軟泥與硫磺土混雜，需要用炸藥炸掉大範圍的磐石才能整平基地，然而因高溫蒸氣使爆破工程執行不易，因此修改設計，依地勢高差分層規劃臺階。另外，地基下方的硫磺土遇水會發熱並冒出蒸氣，因此在基地鑽孔設置硫磺氣導管，並且考量硫磺氣對建材的損害，建材避免使用金屬，連桌椅的榫頭都不用釘子。建築師在設計時將每根主要立柱依地勢與地質加長、加大，使之深入至硫磺土層以下，最深可逾12公尺。為防止硫磺土對建築之侵蝕，以熱柏油澆灌柱子與柱礎，再以鋁箔油毛氈包覆，隔絕硫氣。

### 軼聞
由於中山樓坐落於大屯火山群的硫磺地帶上，故在中山樓舉行餐會的時候，接待方所準備的銀製餐具容易接觸空氣中的硫產生黑色的硫化銀斑點，故要平均20分鐘左右要更換一次。關於中山樓的風水傳說，則是其位於龍脈之上，位置與士林官邸、圓山行館及總統府連成一線，左青龍、右白虎，前有紗帽山，左右還有松溪、磺溪環繞，形成「玉帶圍腰」。

此外，中山樓當前列為禁區的二樓含有「總統套房」的設施，其中有總統蔣中正及第一夫人宋美齡當年的會客廳、寢室、衛生間，還有模擬臺海戰爭的兵棋室、一個成人身高的巨型特製地球儀。墻上挂了許多黃君璧、歐豪年的親筆字畫，還有當年由外國進口時，據說為全臺第一套便後清洗的「下體盆」，且至今還能使用。另一特別的是蔣中正用於指揮作戰的兵棋室，內有四台完全依照中國大陸沿海地形製作的立體模型圖，及對匪作戰地形圖；且兵棋室的屏風後方，還有一張床，為蔣經國的辦公室，據說是蔣經國為了尊敬先父，不願使用父親生前的房間，才在兵棋室下榻。

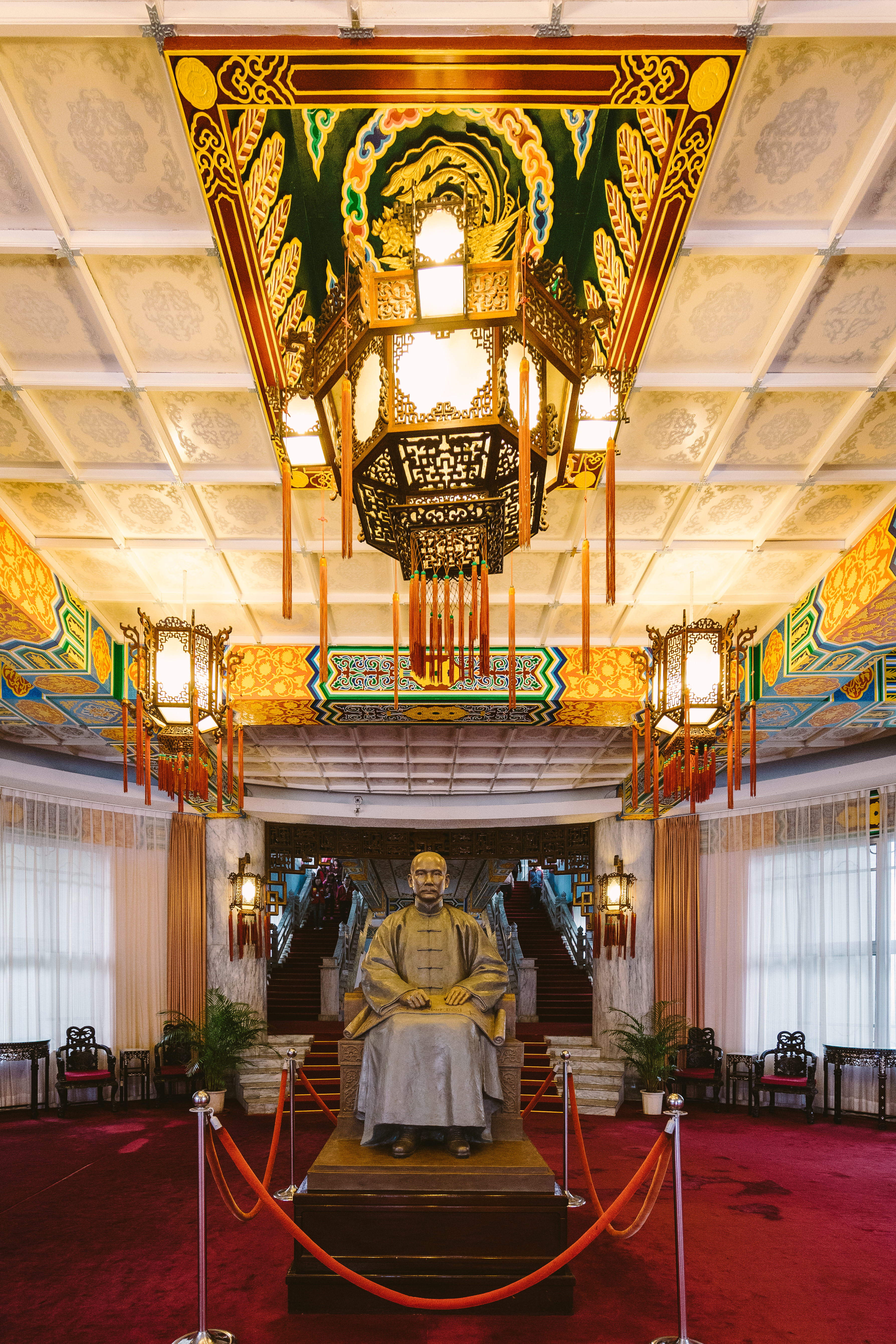
陽明山中山樓大廳國父孫中山銅像
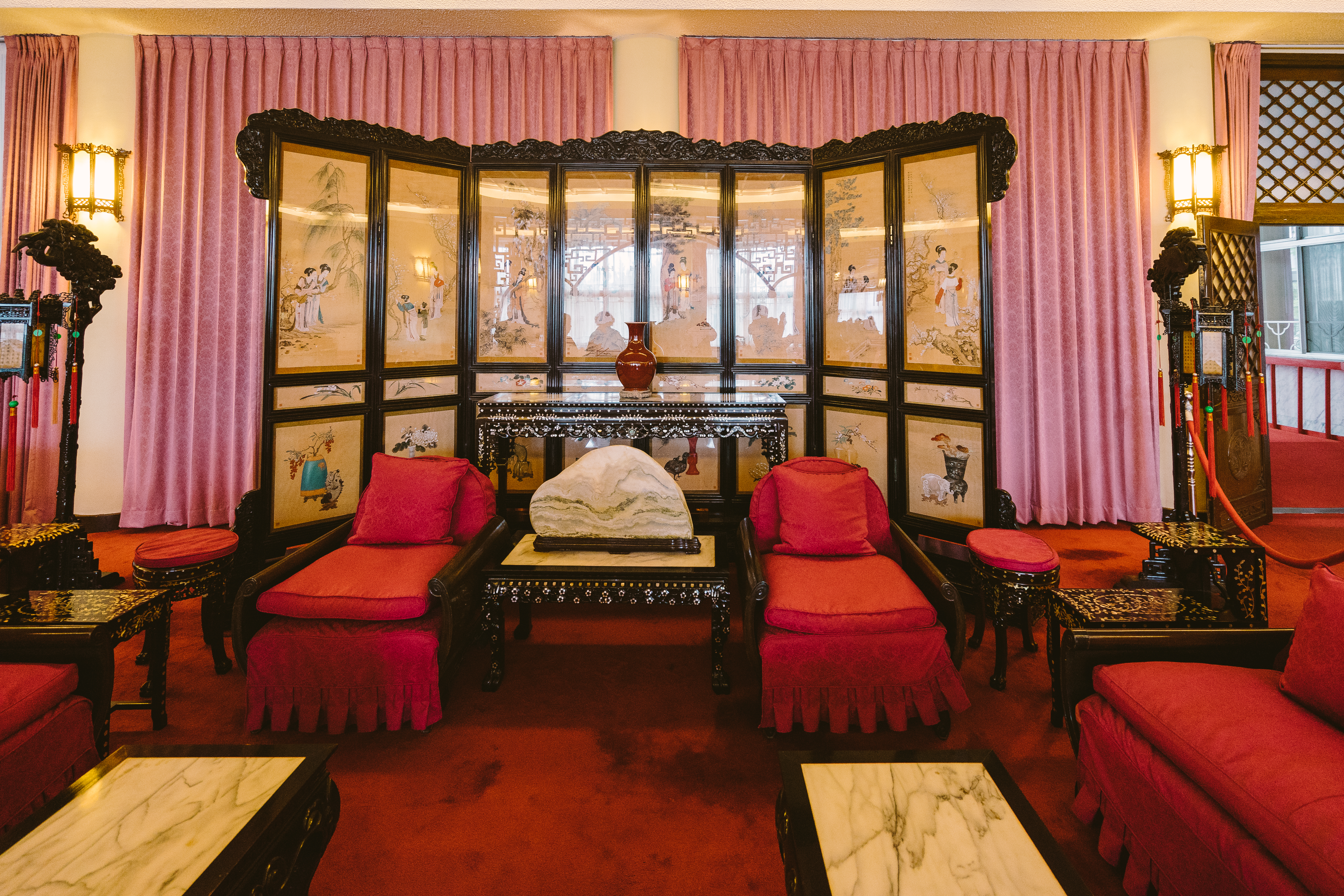
會客廳
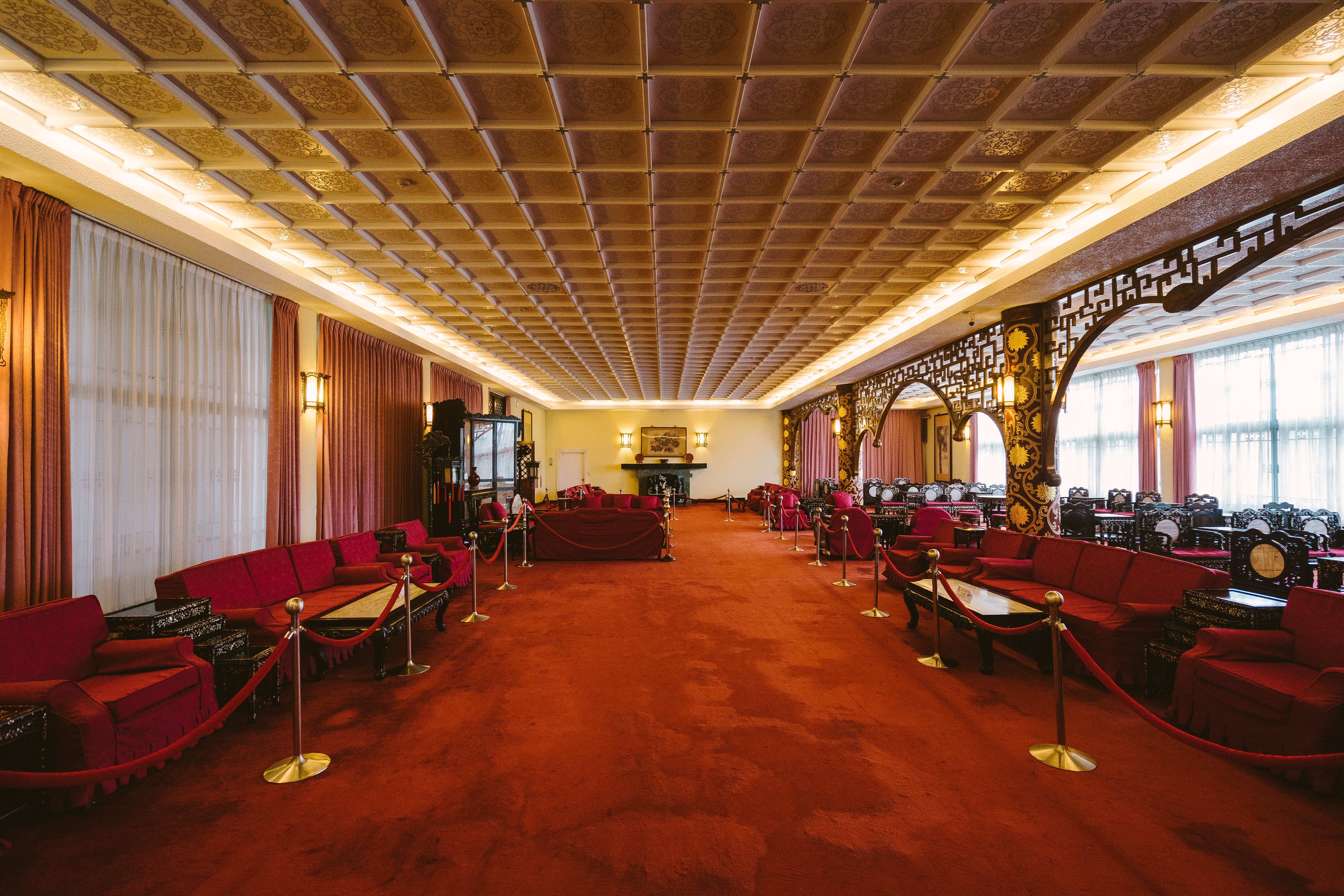
會客廳
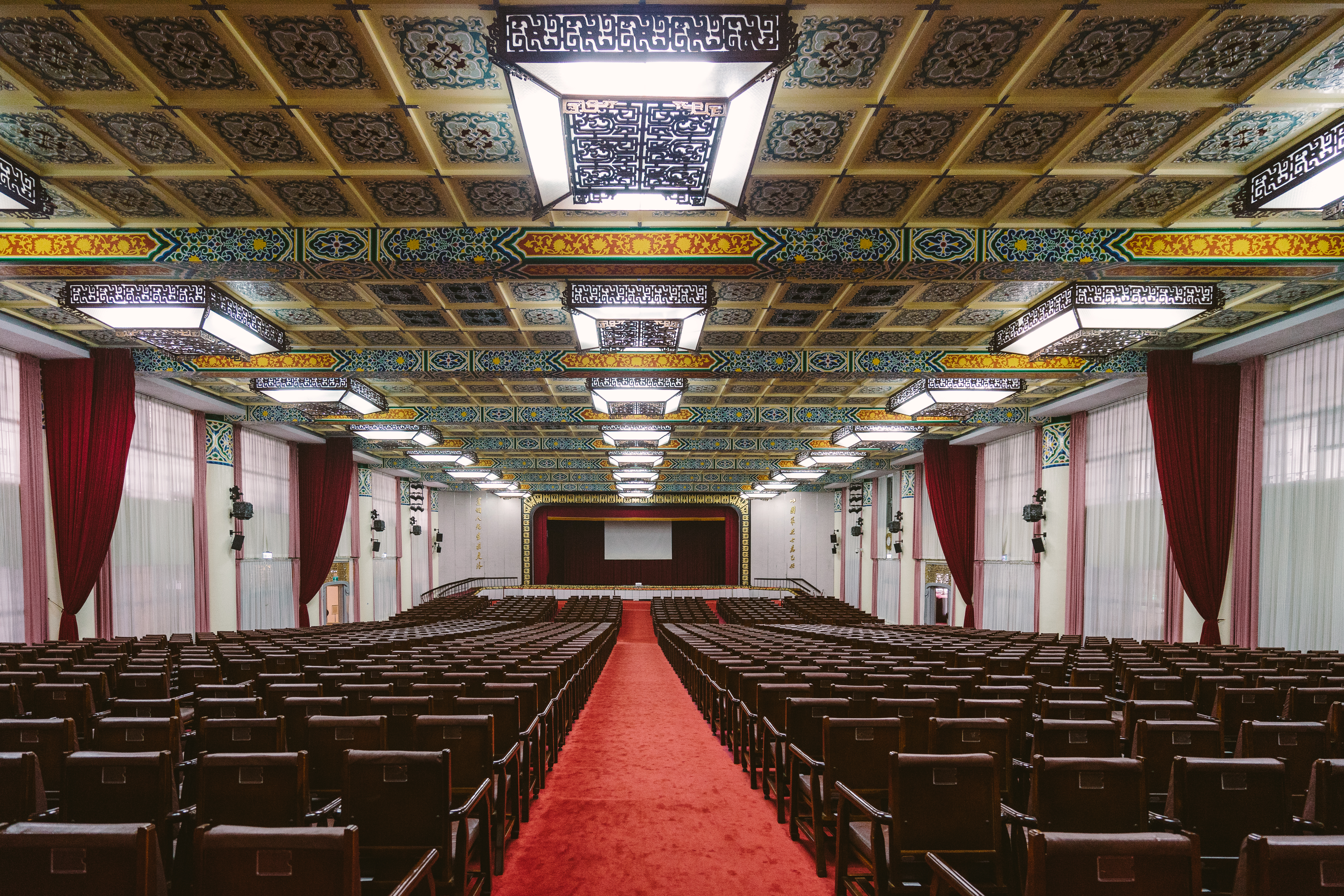
中華文化堂（國民大會議場）
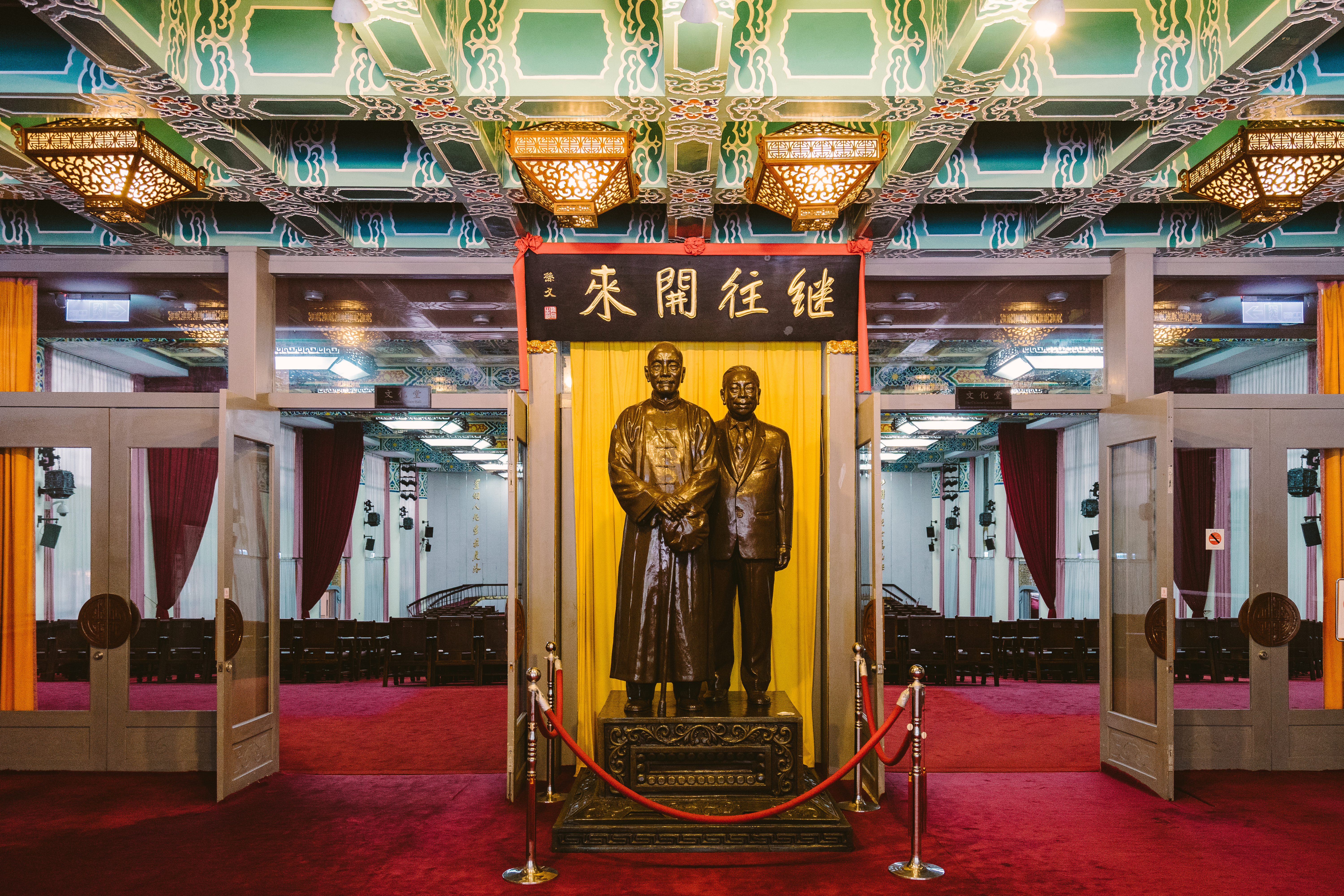
中華文化堂外側總統蔣中正與蔣經國銅像
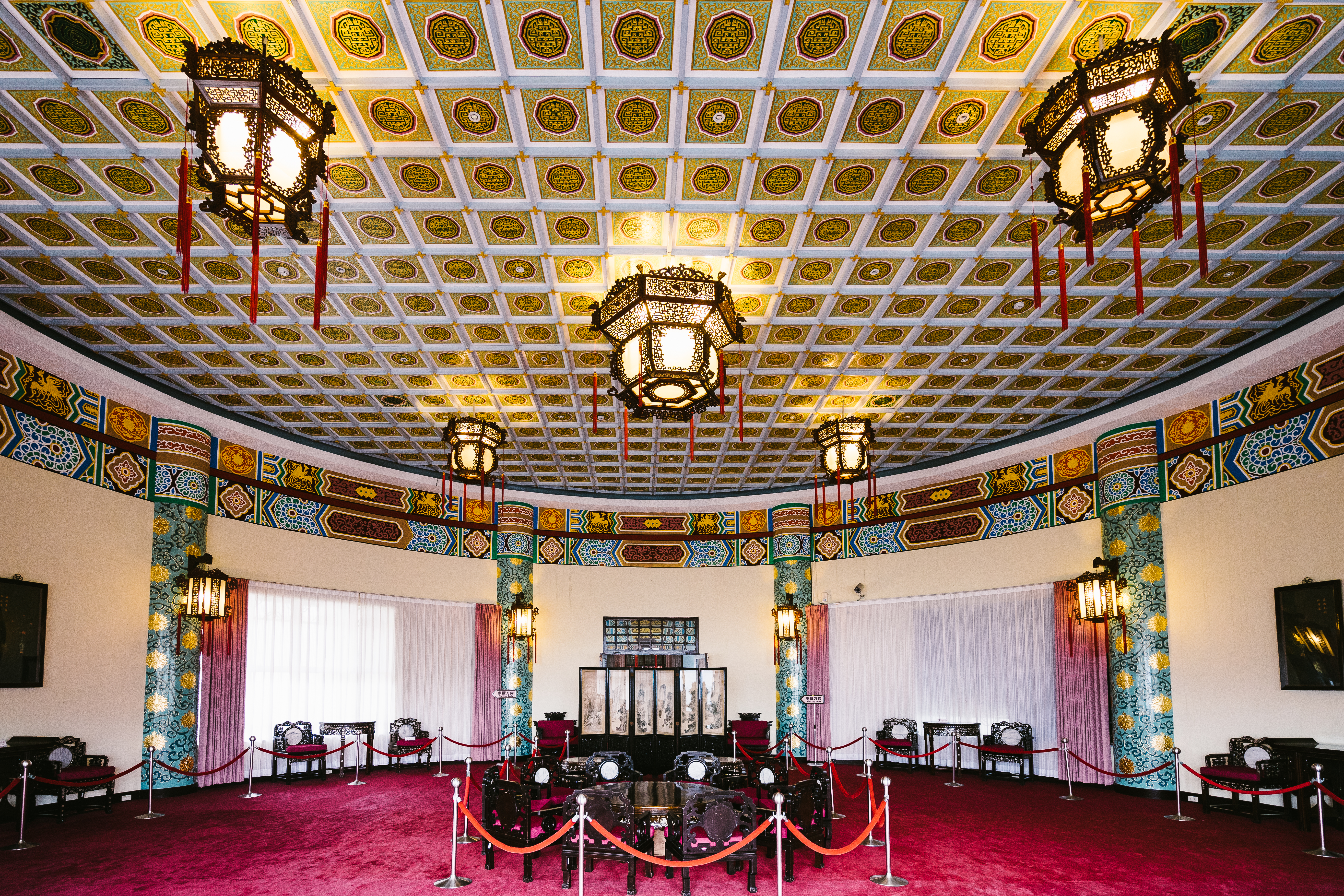
圓廳
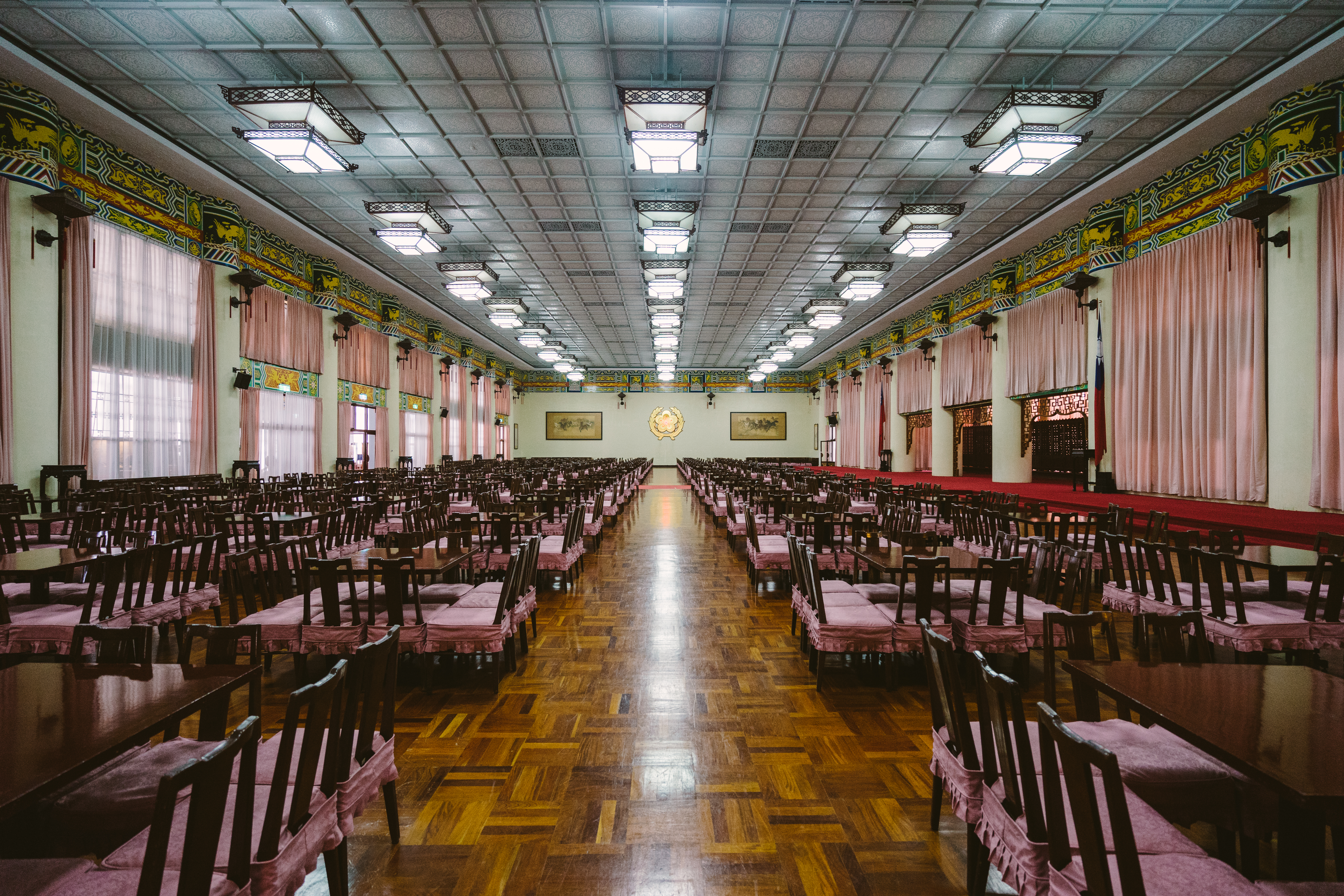
國宴廳
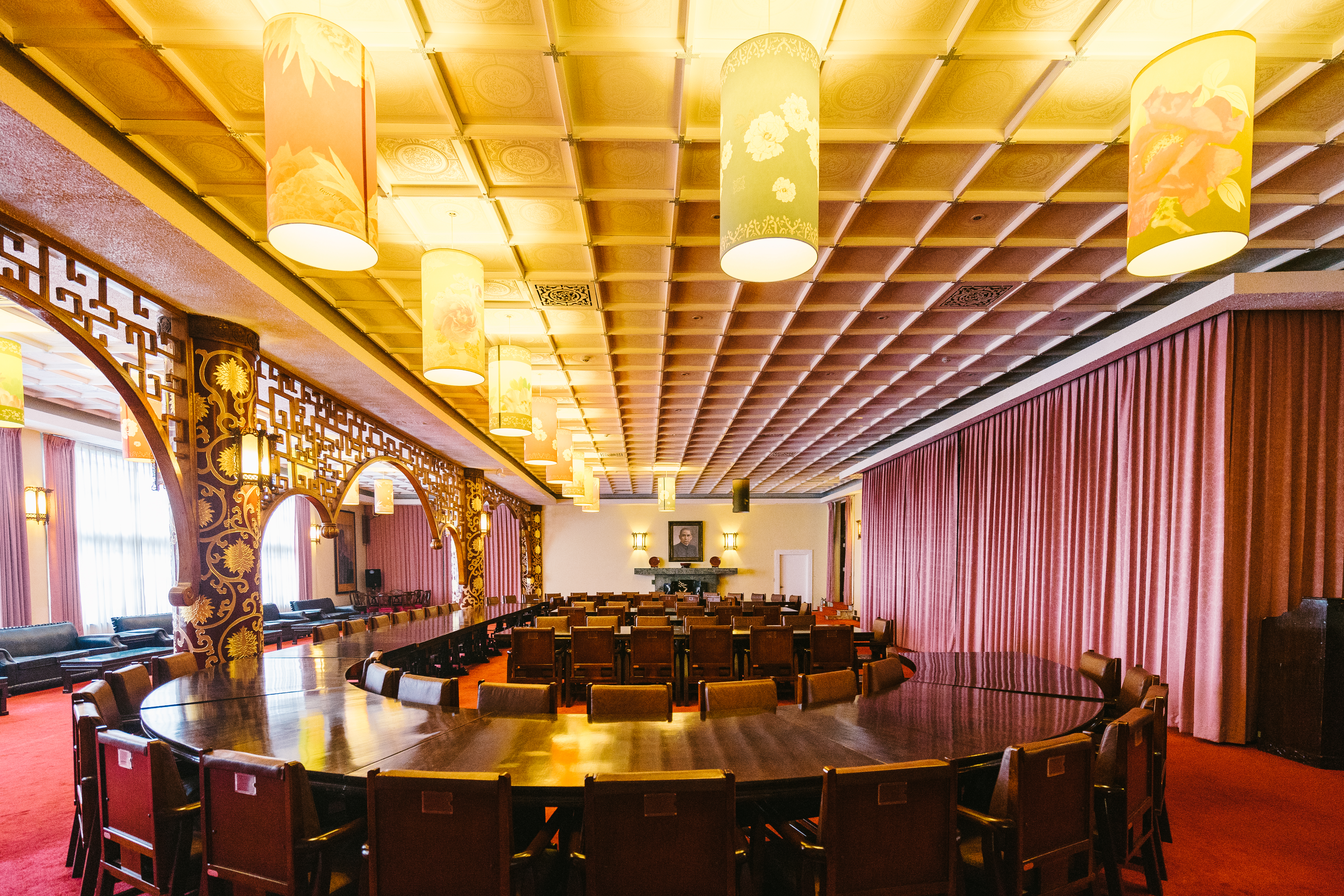
會議廳
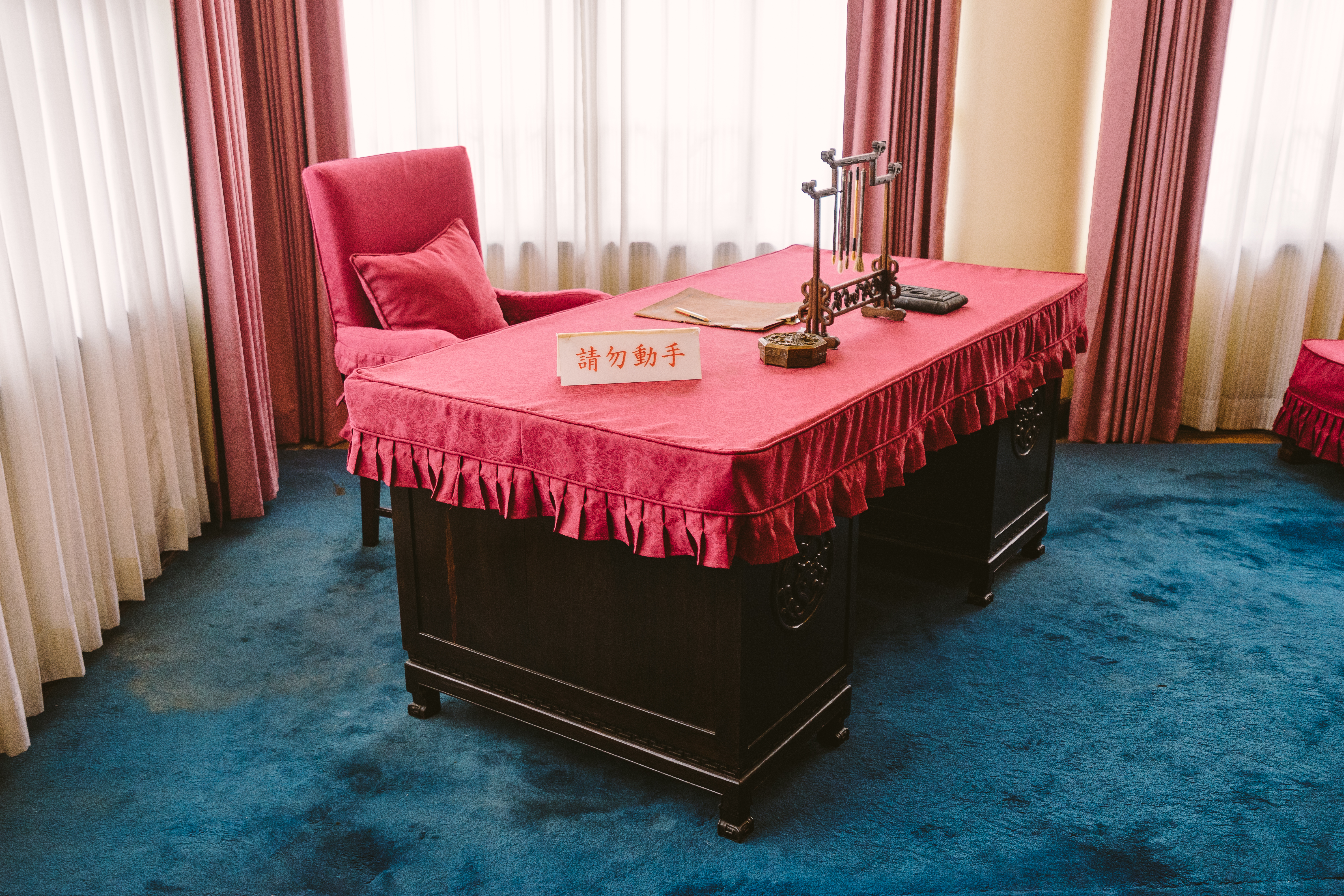
西廂房點將臺（蔣中正總統面試高階將領、侍從人員的辦公桌）
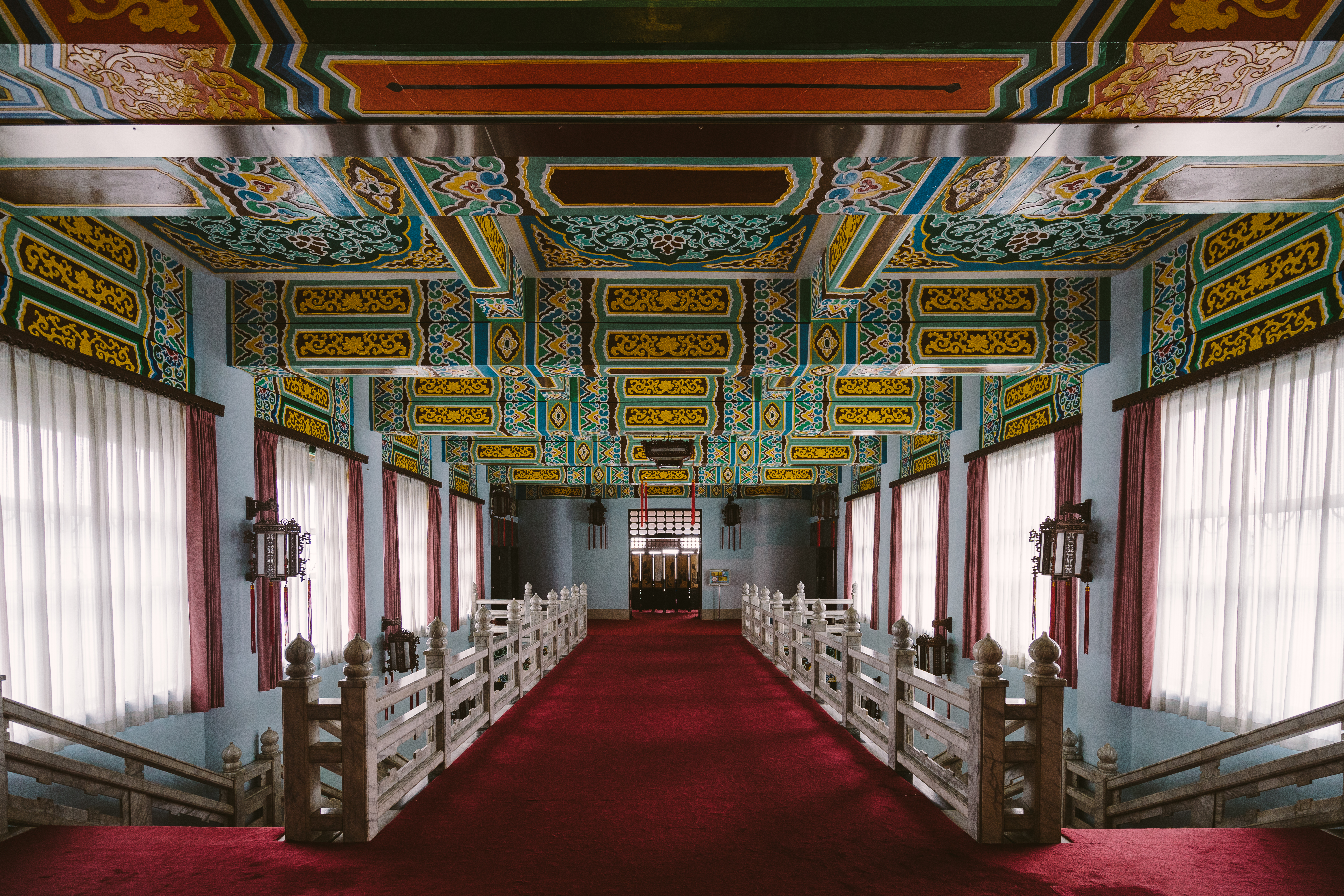
中山樓內飾
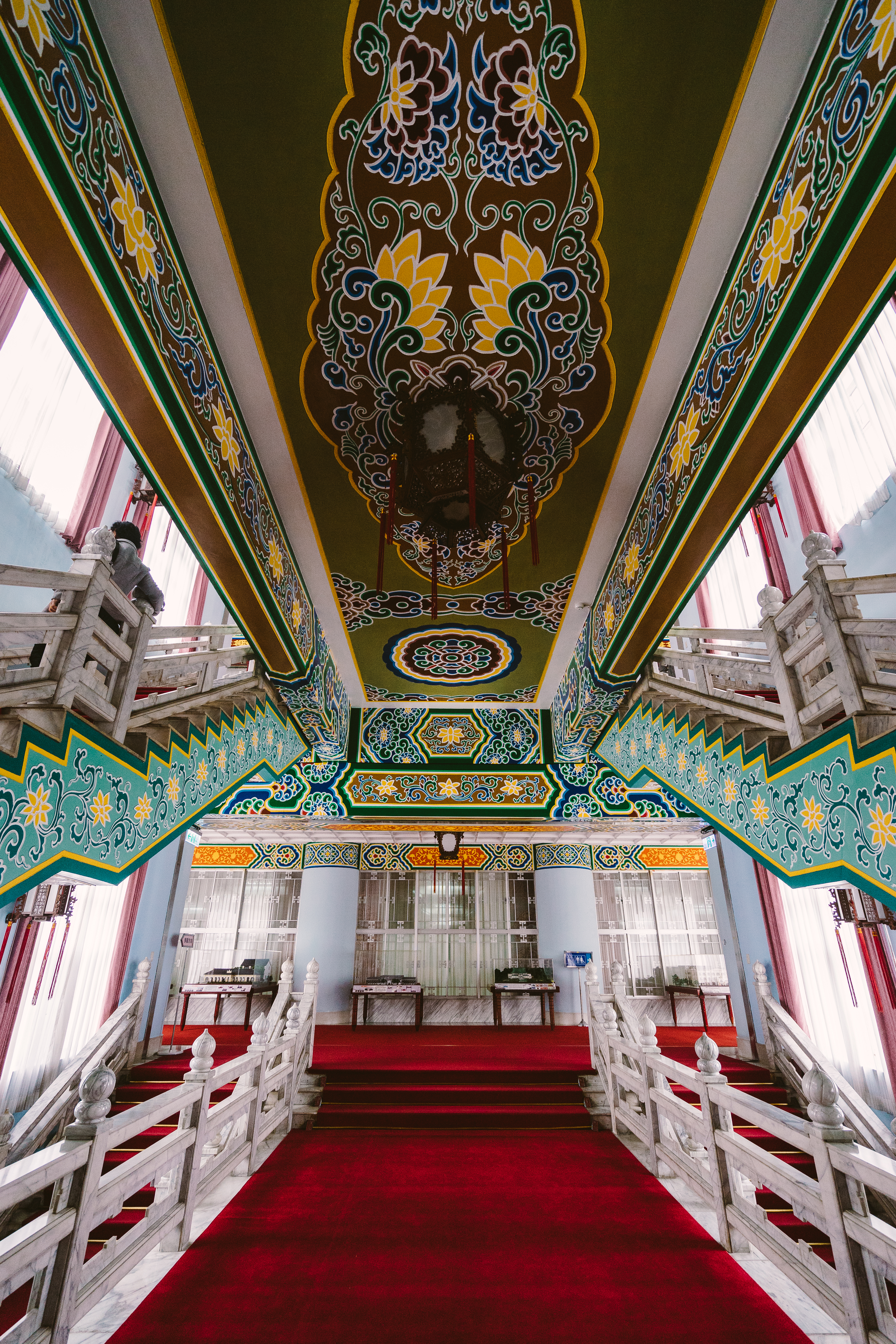
中山樓內飾
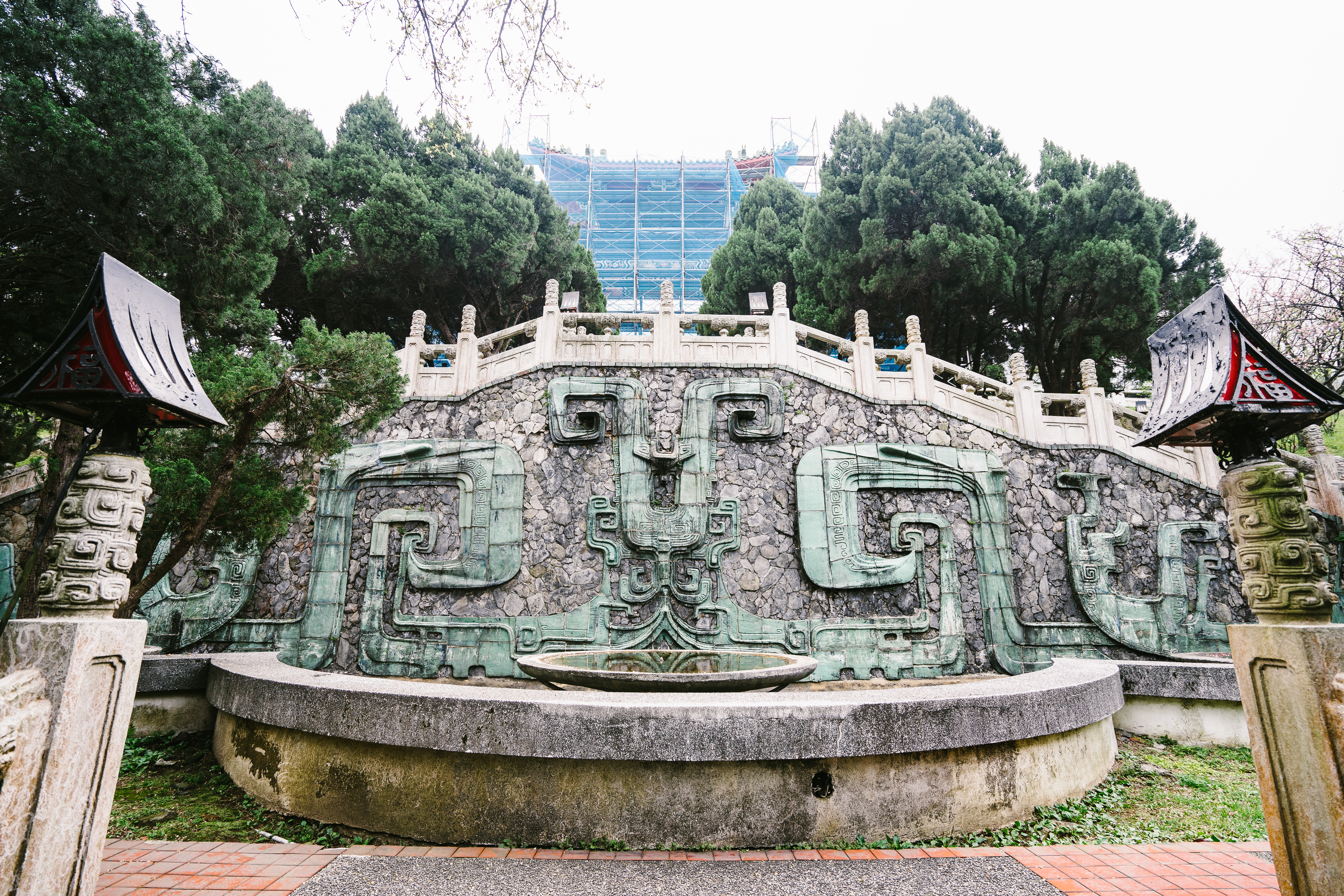
牌樓下方的噴泉

## 組織沿革
中山樓完工後先是由行政院中山樓管理處管轄，之後分別改隸陽明山管理局、國立國父紀念館，2012年5月20日改隸國立臺灣圖書館管理。
| 日期           | 隸屬單位                                 |
| -------------- | ---------------------------------------- |
| 1965年2月20日  | 國防研究院中山樓興建委員會               |
| 1966年11月12日 | 國防研究院中山樓興建委員會               |
| 1967年7月1日   | 行政院中山樓管理處                       |
| 1974年1月1日   | 陽明山管理局中山樓管理組                 |
| 1977年7月1日   | 陽明山管理處第一組                       |
| 1980年1月1日   | 臺北市政府中山樓管理所                   |
| 1986年7月1日   | 國立國父紀念館陽明山中山樓管理所         |
| 2012年5月20日  | 國立中央圖書館臺灣分館陽明山中山樓管理所 |
| 2013年1月1日   | 國立臺灣圖書館陽明山中山樓管理所         |

## 歷任總統使用
- 蔣中正總統：蔣中正與第一夫人宋美齡在中山樓二樓有總統套房，蔣中正與宋美齡都會在夏天避暑時搬來陽明山居住，甚至國民大會或中國國民黨黨代表大會、中全會及第五任正副總統就職典禮在中山樓召開，就會入住該樓总统套房。
- 嚴家淦總統：嚴家淦就任總統後，於中山樓接見蔣中正治喪典禮的各國特使團。國民黨舉行第十屆臨時全會於中山樓召開，嚴家淦身為主席團主席親臨主持。另國民大會召開或閉會時，也會前往中山樓致詞。
- 蔣經國總統：蔣中正用於指揮作戰的兵棋室，兵棋室的屏風後方，還有一張床，為蔣經國的辦公室。蔣經國就任總統後，國民大會或國民黨黨代表大會、中全會及第七任正副總統就職典禮的召開都會入住兵棋室。
- 李登輝總統：李登輝在國民大會或國民黨黨代表大會、中全會召開時，會前往中山樓致詞。外賓來訪時，李登輝會帶著外賓遊歷中山樓。
- 陳水扁總統：陳水扁任期只有任务型国民大会及2005年青年國是會議開會時使用，2005年青年國是會議開議時，陳水扁前往中山樓致詞。
- 馬英九總統：馬英九任期只有「師鐸獎表揚大會」召開時使用，並出席致詞。
- 蔡英文總統：蔡英文任期只有「師鐸獎表揚大會」召開時使用，並出席致詞[12][13]。
- 賴清德總統：賴清德任期只有「師鐸獎表揚大會」召開時使用，並出席致詞[14]。

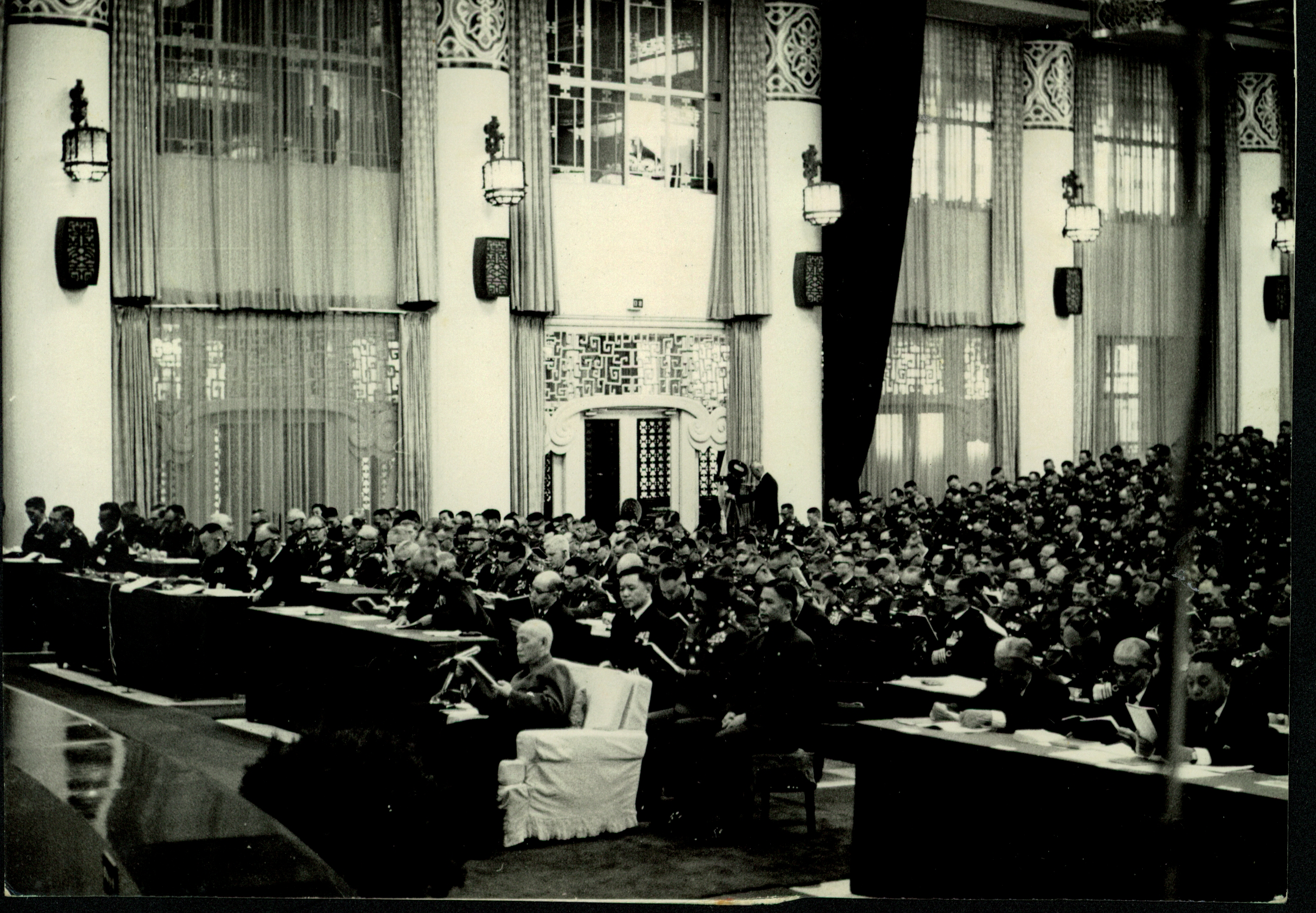
蔣中正於陽明山中山樓出席會議
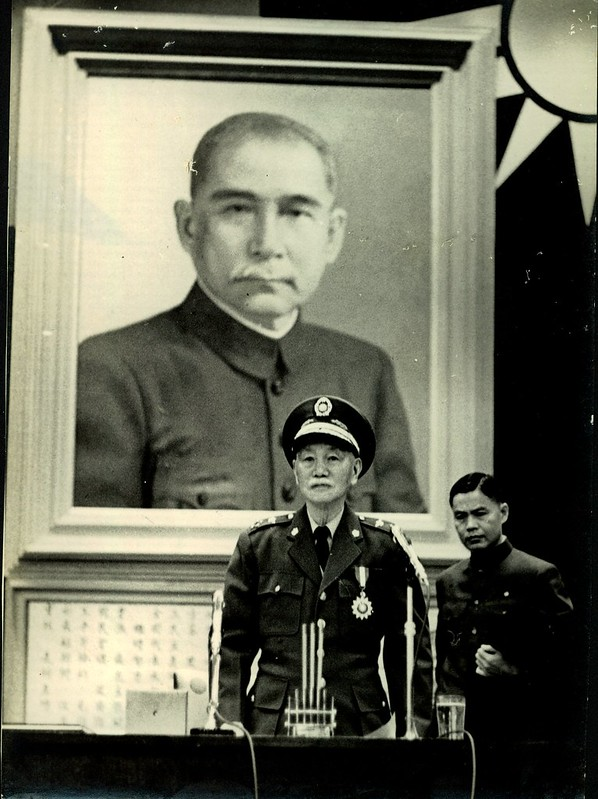
蔣中正於陽明山中山樓發表演說
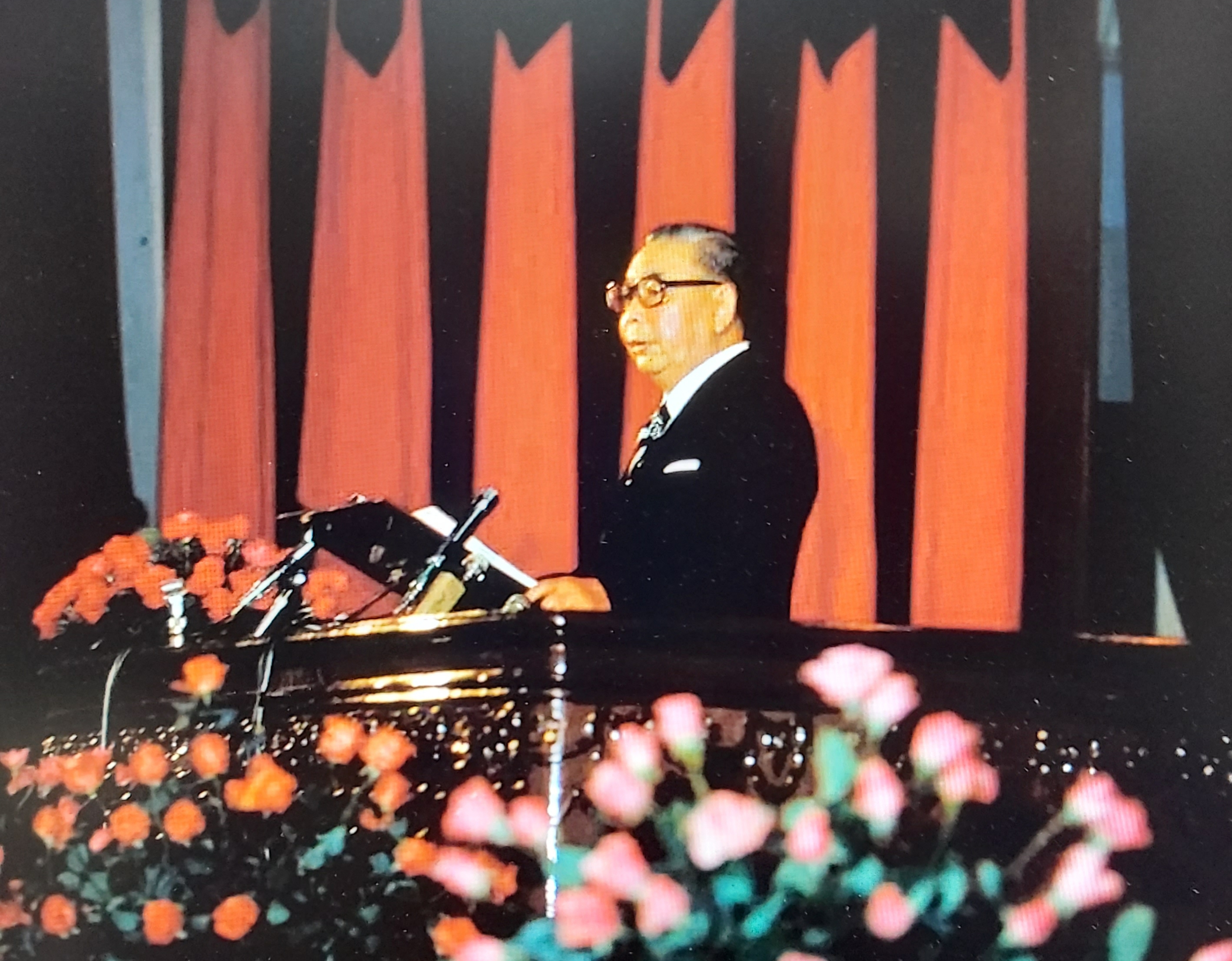
蔣經國於陽明山中山樓主持中國國民黨第十二次全國代表大會
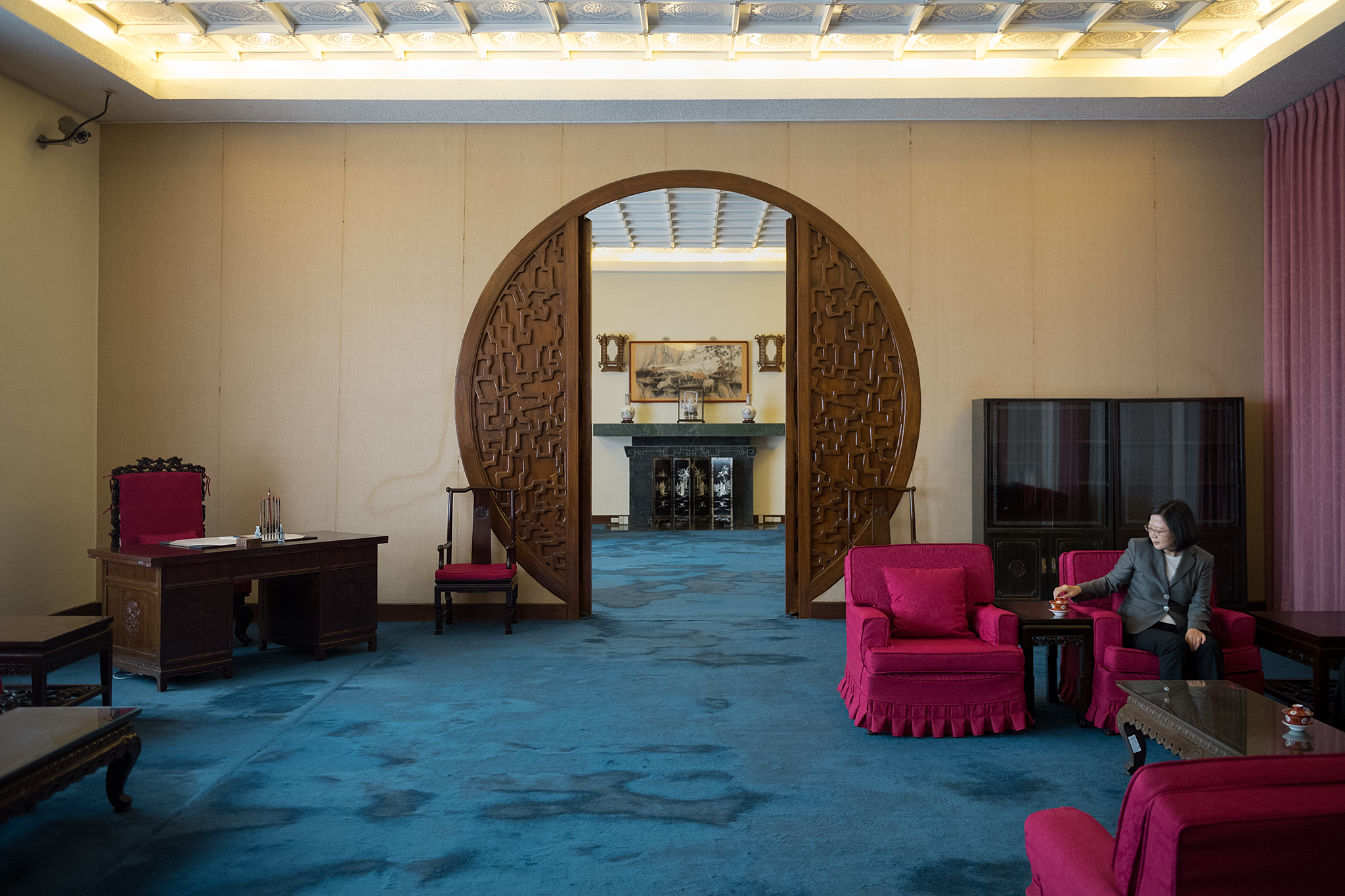
蔡英文出席「師鐸獎表揚大會」期間，於總統套房留影

## 中山樓周邊設施
台北市政府在2013年11月20日公告「中山樓周邊園區文化景觀」，其範圍包含中山樓以南至湖山路一段道路以北，包含陽明山中山樓（1999年公告市定古蹟）、青邨國建館（2013年公告歷史建築）、青邨圓講堂（2013年公告歷史建築），及周邊的介壽堂（2021年公告歷史建築）、舜水樓（2021年公告歷史建築）、梨洲樓（2021年公告歷史建築）、松柏村、八卦升旗台（2021年公告歷史建築）。
草山在日治時期發展為溫泉休閒勝地，在草山前山地區除了有民間的溫泉旅館，亦有草山貴賓館（戰後為第一賓館）、草山公共浴場眾樂園（現為臺北市教師研習中心）、草山警察療養所、草山林間學校、始政四十周年記念臺灣博覽會的觀光館（之後改做草山貴賓館別館，戰後為第二賓館）等設施。二戰後的1949年10月，蔣中正總統來臺參加台灣光復周年慶祝大會期間，就曾住在草山第二賓館。在1949年國民政府遷臺後，同年8月在第二賓館成立國民黨總裁辦公室，10月在原本的草山林間學校設立革命實踐研究院（在陽明山的基地稱陽明山莊），陸續興建介壽堂、國建館、陽明新村等設施，使此處成為反共復國人員的培育基地。1959年10月1日，革命實踐研究院遷到木柵的中興山莊，此處改由國防研究院使用，並興建圓講堂、舜水樓、黎洲樓，中山堂則在之後落成。1975年9月28日，革命實踐研究院回此處。1994年1月，國防部總政戰部青邨幹部訓練班與革命實踐院對調而遷至此處，故此處又被稱為「青邨」。青邨和中山樓在2005年11月1日移交教育部，2007年後閒置至今。

### 介壽堂
介壽堂早中山樓十年在1956年落成，是為慶祝蔣中正70大壽而建，是介壽堂作為國防研究院、國軍重要幹部短期訓練及重要集會場所，也是中山樓落成前，國民黨及國防部軍事會議及接待外賓的場所。另外，1962年成立的中國文化學院在此舉行開學典禮。

### 圓講堂
圓講堂一樓及地下室建於1961年，二樓建於1968年，由修澤蘭設計，是革命實踐研究院及國防研究院的授課講習場所。講堂二樓用以陳列匪情資料，西側平房是蔣中正總統辦公室、休息室及簡報室。

### 國建館（實踐圖書館）
國建館建於1959年，1960年落成，由修澤蘭設計。其原名「實踐圖書館」，在1975年改名為「國建館」，存放許多從中國大陸搬來的線裝書，書在之後移至國立政治大學圖書館，國建館在2001年後不再使用。

### 舜水樓
舜水樓在1966年10月落成，由黃寶瑜設計，「舜水」之名是為紀念明朝學者朱之瑜。其最初作為國防研究院講師宿舍，在1975年至1994年間是革命實踐研究院訓練班學員宿舍，1994年至2005年間是國防部青邨幹訓班學員宿舍。

### 黎洲樓
黎洲樓在1966年10月落成，由黃寶瑜設計，「黎洲」之名是為紀念明朝學者黃宗羲。此建物為長方形的四合院，作為國防研究院研究員的寢室，並設有研究室、交易室、康樂室等空間。在1975年至1994年間是革命實踐研究院訓練班學員宿舍，1994年至2005年間是國防部青邨幹訓班學員宿舍。

### 松柏村（陽明新村）
松柏村建於1957年，原名「陽明新村」，室革命實踐研究院的眷舍，編號有「忠」字號5棟，有「仁」字號8棟，國民政府遷台初期國民黨重要幹部的住所。

### 已拆除設施
- 草山林間學校：1949年在此設立革命實踐研究院，後來成為革命實踐研究院、國防研究院宿舍[16]。
- 台灣教育會草山別館：位在介壽堂西南側，現為空地[16]。
- 草山別館：在戰後作為「第二賓館」，位在圓講堂東北側空地，受1961年波蜜拉颱風損毀後拆除[17]。
- 草山水道事務所：在二戰後曾作為台北市招待所，蔣經國擔任國防部長時在遷到七海寓所之前曾住在此，之後拆除，原址現為新北市公務人員訓練班的停車場[15]。
- 草山郵便局：位在新北市公務人員訓練班南側，在二戰後仍作為郵局，後因被車輛撞毀而拆除[15]。

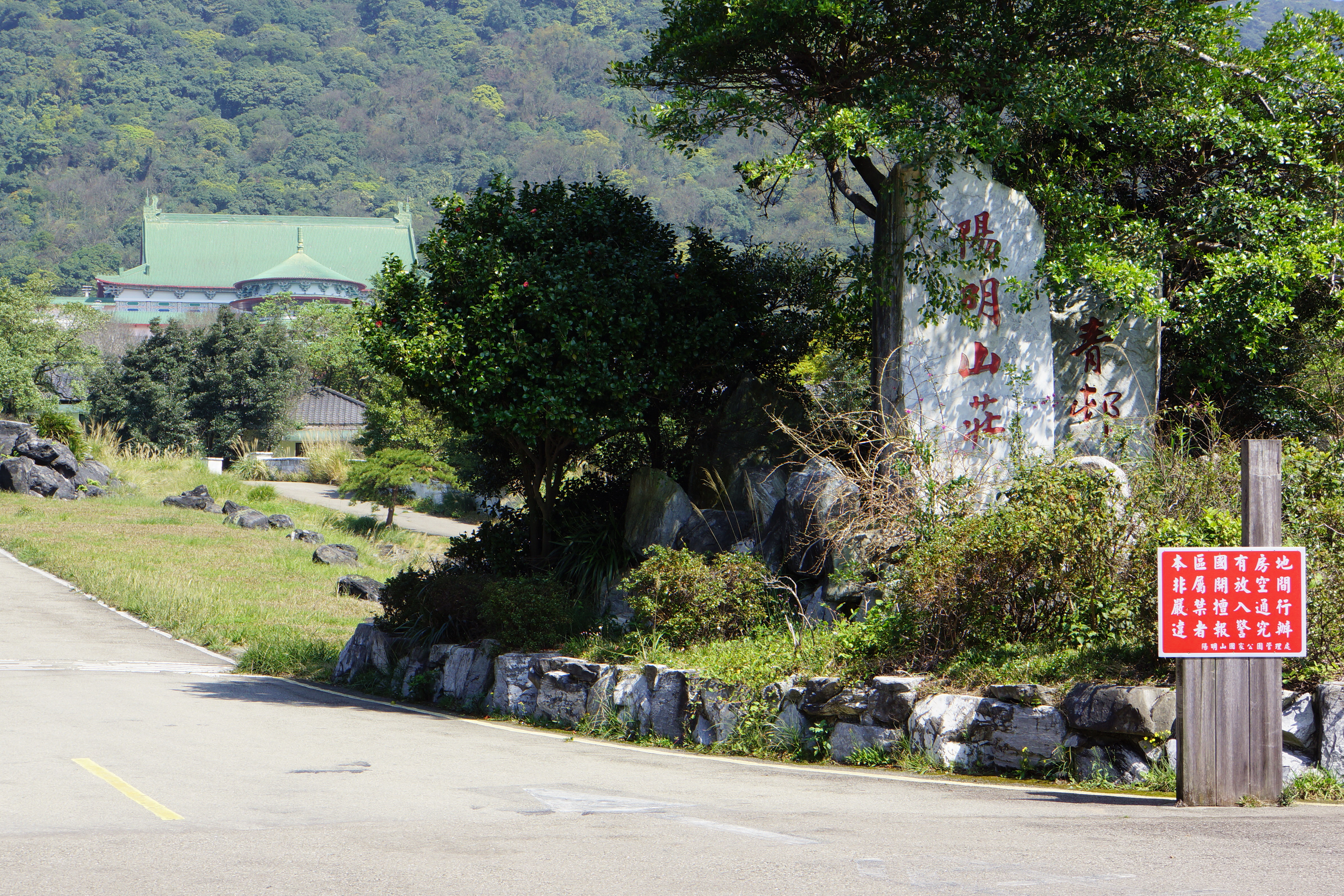
陽明山莊、青邨之石碑
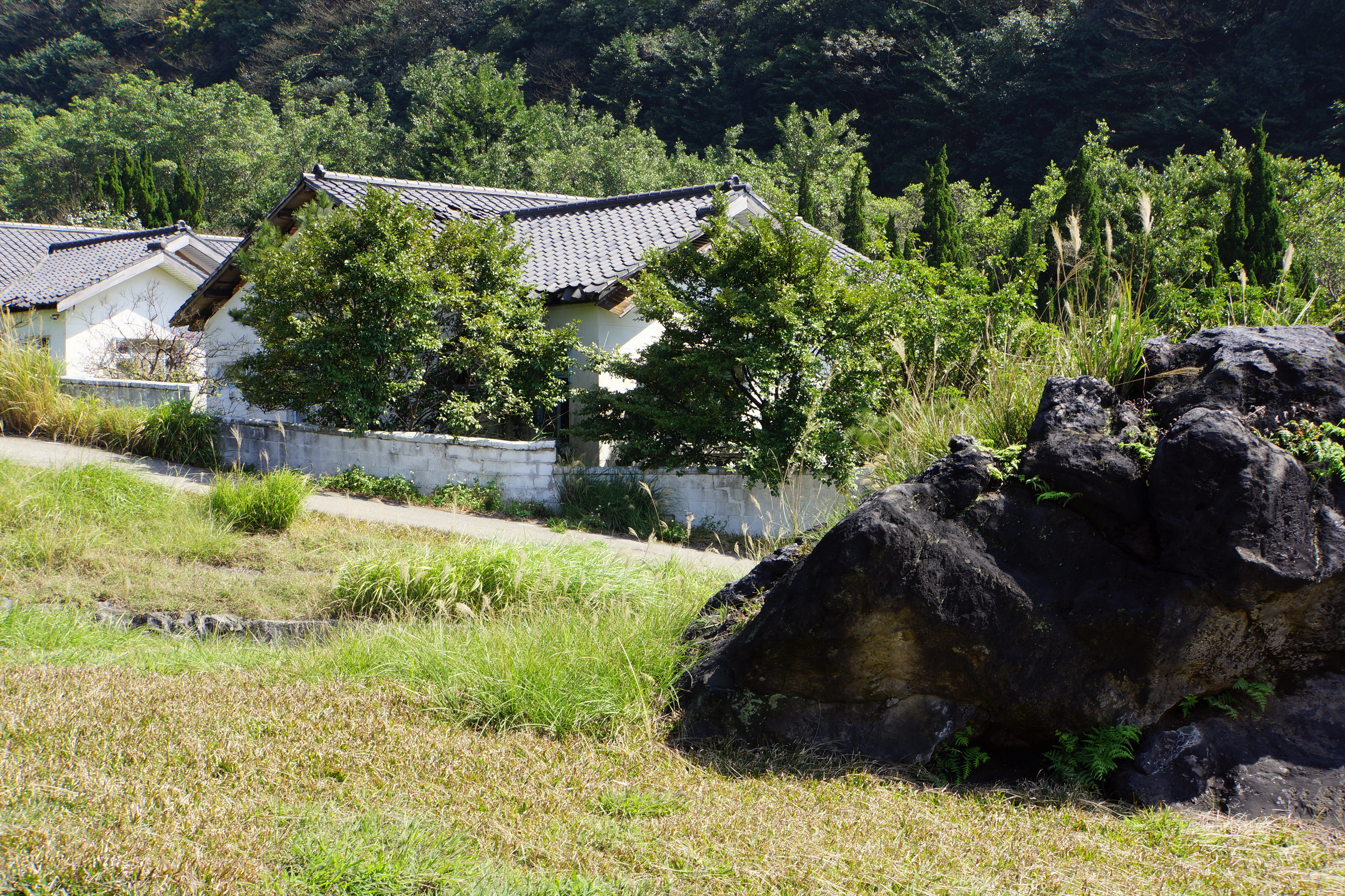
松柏村（陽明山莊）房舍
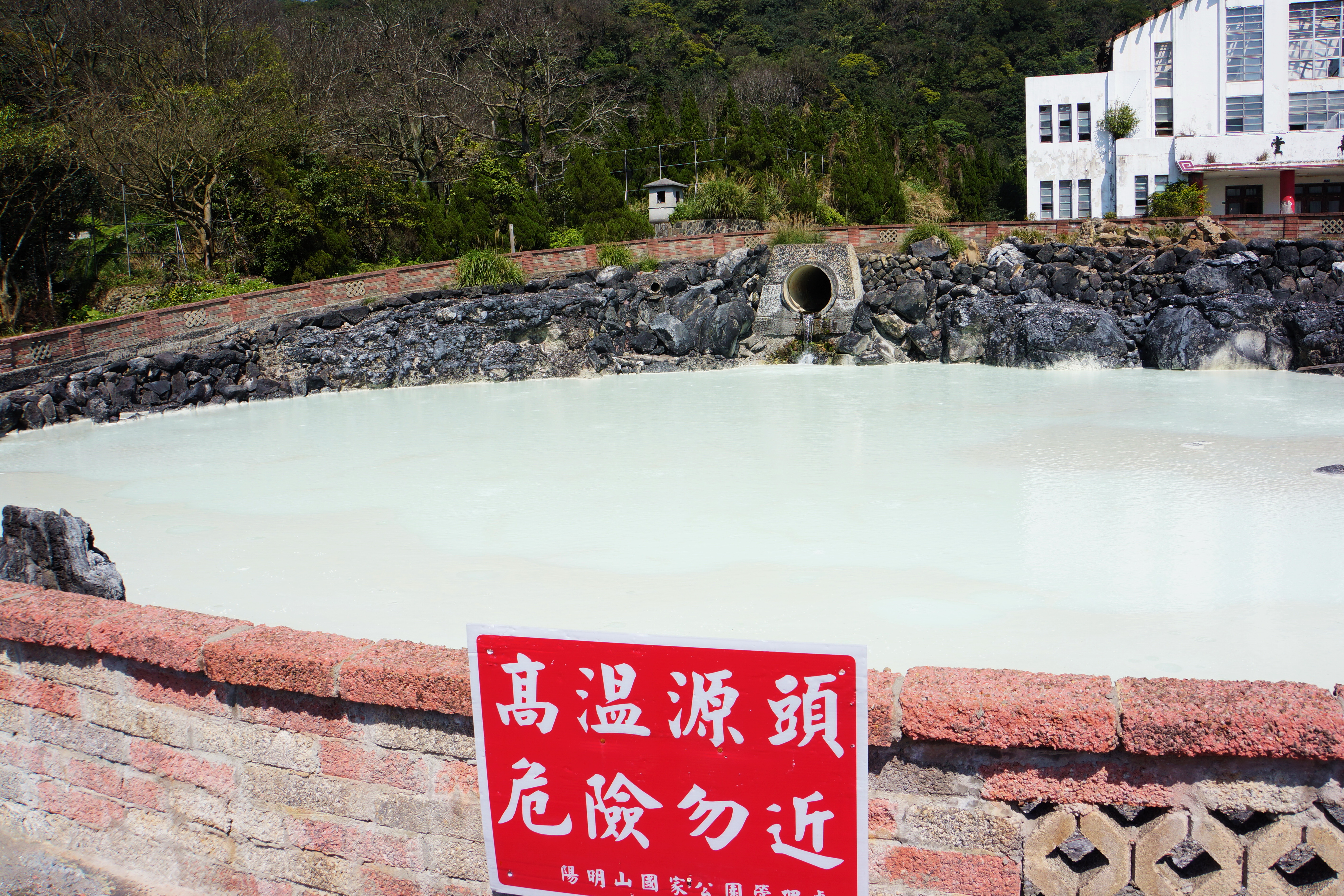
介壽堂前溫泉源頭
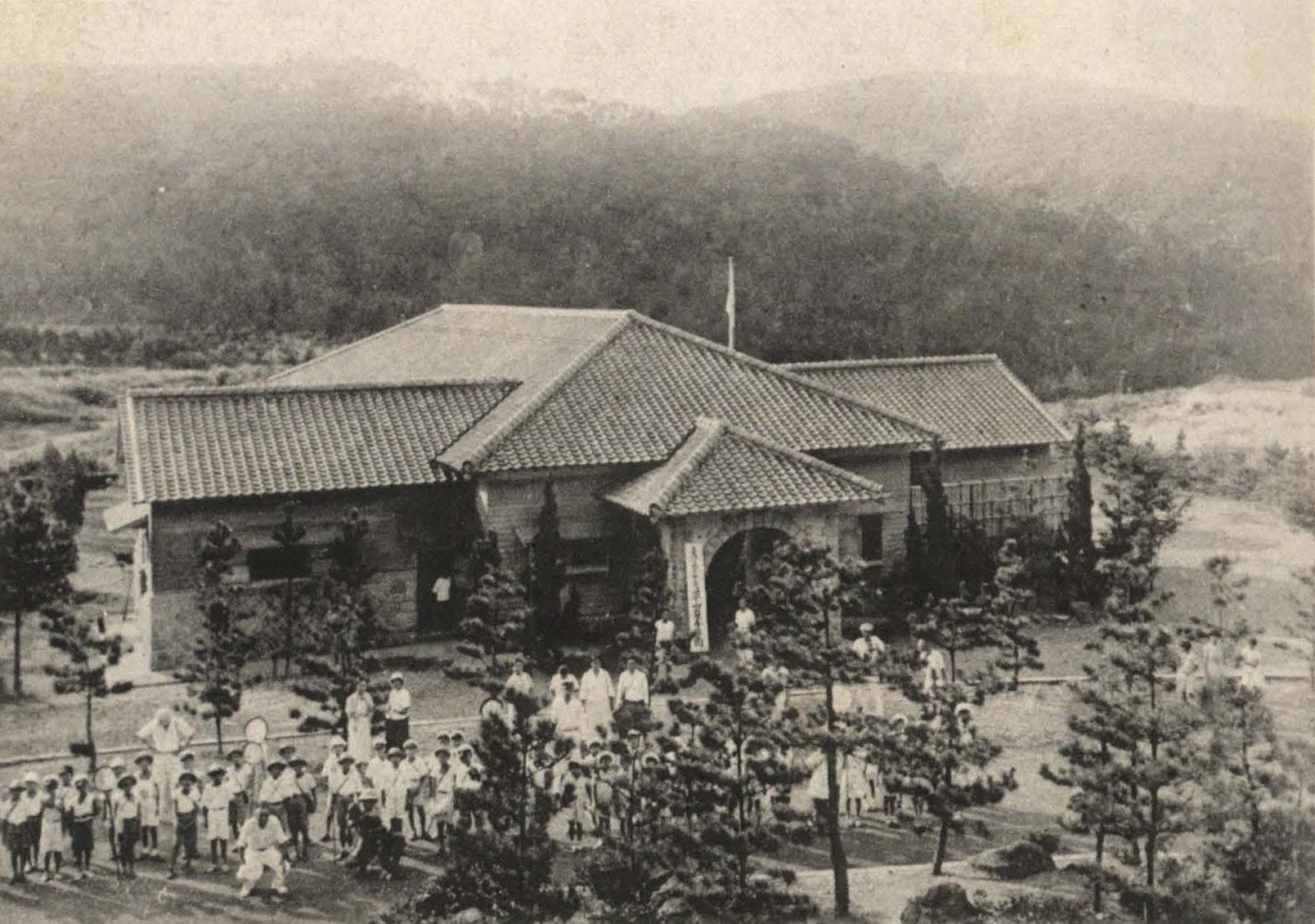
草山林間學校

## 外部連結
- 陽明山中山樓  臺北旅遊網
- 中山樓周邊園區文化景觀——文化部文化資產局 （页面存档备份，存于）